# دریاچه دوقلو (فورت لاودردیل)
دریاچه دوقلو (به انگلیسی: Twin Lakes) یک منطقهٔ مسکونی در ایالات متحده آمریکا است که در شهرستان براوارد، فلوریدا واقع شده‌است. دریاچه دوقلو ۰٫۷ کیلومتر مربع مساحت و ۱٬۸۷۵ نفر جمعیت دارد و ۱ متر بالاتر از سطح دریا قرار دارد.